# Breitengüßbach
Breitengüßbach är en kommun och ort i Landkreis Bamberg i Regierungsbezirk Oberfranken i förbundslandet Bayern i Tyskland.